# Mounds (Illinois)
Mounds je grad u američkoj saveznoj državi Ilinois. Prema popisu stanovništva iz 2010. u njemu je živjelo 810 stanovnika.